# 聖士提反書院附屬小學

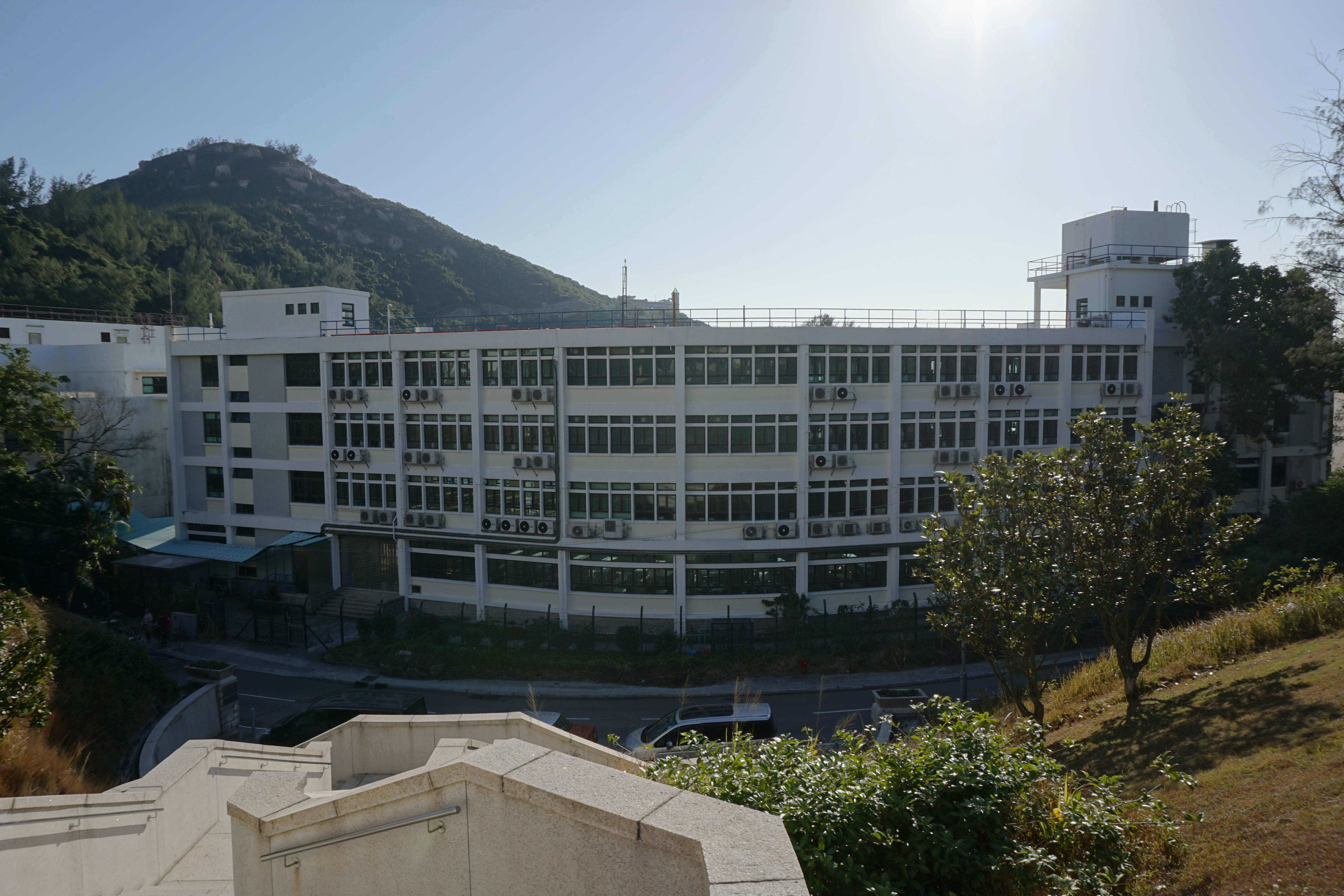
C座大樓

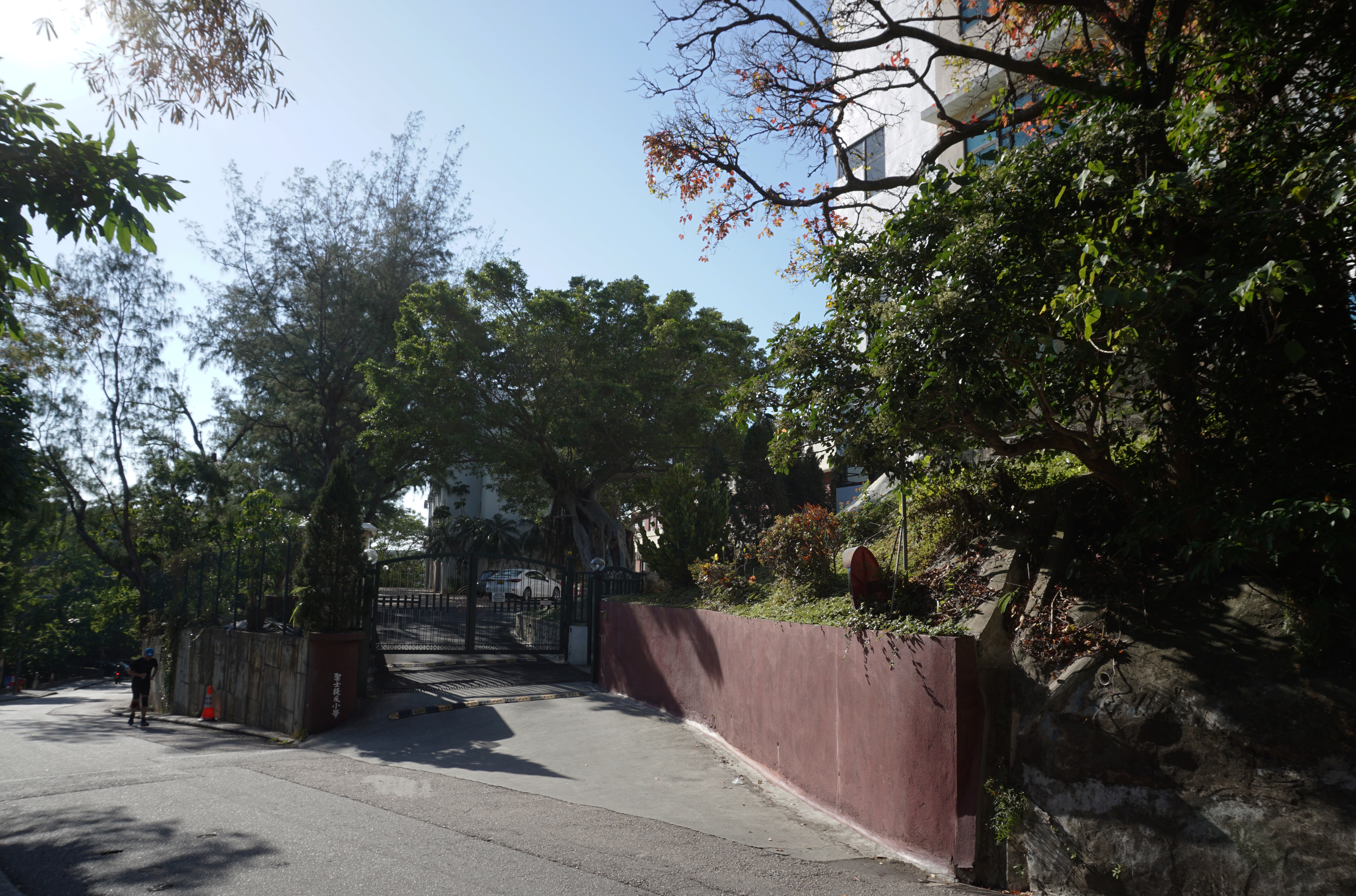
車路入口

聖士提反書院附屬小學（英語：St. Stephen's College Preparatory School）乃香港聖士提反書院的屬下小學。位於南區赤柱黃麻角道。

## 校政管理
歷任校監
- 葉敬平先生
- 朱業桐先生[1]
- 蔡潘少芬女士
- 梁貫成教授

歷任校長
- 1980年至2022年：衛燕華博士[1][2]
- 2022年9月至2023年3月：陳海家博士
- 2023年4月至2024年8月：王勝桐先生(署任）
- 2024年9月至今：盧家其先生

歷任副校長
- 2002年至2023年3月：王勝桐先生
- 2019年至2024年8月：盧家其先生
- 2022年至今：徐廣智先生
- 2023年至今：Ms Geetu Vashishta

## 历史
聖士提反書院成立於1903年，為香港首間寄宿英文中學。及後，校董會籌劃設立小學部，以銜接中、小學教育課程。
1938年，聖士提反書院附屬小學正式投入香港的教育行列。校舍座落赤柱。當時只得一幢校舍，包括課室、宿舍和飯堂，規模屬雛型階段；學生亦只得9名。
第二次世界大戰爆發，聖士提反書院被迫停課，校舍旋被日軍佔據，作為集中營。由於學校接近岸邊，方便船隻上落，校舍被日軍列為台灣部隊司令總部，方能在戰亂中保存完好。
大戰結束後，聖士提反小學於1947年重開，校舍分作兩座，其一用作禮堂，另一座為課室；設備及規模仍然未臻完善。
步入1950年代，學校新建男生宿舍，延至1960年代，更招收女寄宿生。當時學生人數約為300人，由6班擴展至9班，學生大多來自富有家庭，所以被列作貴族學校。
1967年香港發生六七暴動，不少學生家長申請移民，學生人數突然下降，流失量驚人。1970年代初，入學人數激增。校方需要擴班以配合學生人數的增長。每級分為兩班。至1983年，全校共有12班。
於2000年，校方進行教學改革，重新規劃課程，加強兩文三語訓練，著重培育學生獨立思考、自主學習。此改革受到家長支持、認同，學位需求大增，故校方同年9月開始擴班。2005年，班級的數目達至18班。
2008年，原來設有禮堂的建築被拆卸，並由一座設施更完備的新大樓取而代之。2016年，學校再次進行擴建工程。一座集最先進設施的演講廳、寬敞的圖書館、獨特的溫室及簇新的教員室於一身的新教學大樓正式落成啟用。2021年，學校將全面擴至24班。

## 校舍設施
聖士提反書院附屬小學校園佔地甚廣，擁有多座不同的校舍及設施。
其主要建築物有：
1. 潘政樓（Poon Jing Building）（前稱：A座大樓 (Block A)）
  - 建於1938年。樓高兩層，地下設有校務處、校長室、教員室及祈禱室，一樓為電腦室、印刷室、會議室及副校長室。
  - A座大樓已在2010年1月22日被列為三級歷史建築。
2. 何梁潔庭樓（Ho Leung Kit Ting Building）（前身：B座大樓 (Block B)）
  - 重建於2006年至2008年間。樓高三層，地下設有禮堂及有蓋操場，一樓為STEM活動室、視覺藝術室、音樂室及校園電視台，二樓有6間課室及室外活動空間。
3. C座大樓（Block C）
  - 建於1960年代。樓高五層，最底層為洗衣房及工友休息室，地下為飯堂及廚房，二樓為音樂室及16間樂器練習室，三樓為女生宿舍，四樓為男生宿舍，供全體六年級學生寄宿。
4. D座大樓（Block D）
  - 建於1984年。樓高四層，原設有9間課室，2006年把地下的圖書館改建為3間課室，現共有12間課室。
5. E座大樓（Block E）
  - 建於2006年。樓高一層，為重建B座大樓而興建，現為多用途活動室。
6. 何崇鋈教學樓 (Ho Shung Yuk Building) (Block G)
  - 建於2016年。樓高四層，地下為攀石牆、有蓋操場及2間可打通的活動室，一樓及二樓設有10間課室及藏書量多達20,000多本的圖書館，三樓為教員室及溫室，樓內另設演講廳。
7. 王澤森水運中心（The Wilson Wang Sports Centre）
  - 建於1982。與中學部共用，每年的水運會都在這裏的游泳池舉行。
8. 教職員宿舍（Staff Quarters）
  - 樓高四層，共有12間宿舍。
9. 足球場（Football Field）
  - 分別於2006年及2013年重鋪為人造草地。旁邊設有跑步徑及籃球場。

## 著名老師
- 李嘉琦 : 香港基督教音樂創作人，曾創作《恩曲》（黃愷欣主唱，1986年推出）。遺作為《童心快樂唱》（2013-2014）

## 著名/傑出校友
政界
- 袁彌昌 : 政治學者[3],香港時事評論員
- 袁彌明︰2005年香港小姐競選「旅遊大使獎」得主並位居決賽頭五名、前人民力量主席、曾參選2012年香港立法會選舉並成功令名單首位的陳志全當選、彌明生活百貨主席兼大股東 (1992年畢業)
- 許楨：香港時事評論員
- 林健鋒：香港立法會議員[4]
- 陳偉業：前第5屆立法會議員[註 1]
- 霍震霆：前香港立法會議員

演藝、傳媒、文化界
- 劉蜀永：電視節目主持
- 談泉慶：前香港保齡球運動員，前香港男演員[註 2]
- 藍奕邦：香港男歌手、唱片監製、作曲及填詞人[5]
- 何艷娟：香港女演員、2014年度香港小姐季軍
- 張黃韻瑤：香港聯合國教科文組織副會長[註 3]
- 黃應士：香港公共廣播服務檢討委員會主席、前電視廣播有限公司助理總經理、香港資深新聞從業員 (1950年畢業)
- 黃子華：香港男藝人（小一）
- 李健達：香港男歌手（小一至小二）[6]
- 吳綺莉：香港女演員、1990年香港亞洲小姐競選冠軍
- 張馳豪：香港男藝人、《聲夢傳奇》參賽者
- 任暟晴：香港女歌手、《聲夢傳奇2》總冠軍
- 張叔平：香港電影美術指導及服裝設計師（1967年畢業）[7]

醫學、商業界
- 鄭儒永：中國科學院院士，真菌學家，祖籍廣東潮陽縣 (現汕頭市)，出生於香港
- 吳光正，大紫荊勳賢，GBS，JP：九龍倉集團首席顧問、全國政協常委
- 錢果豐，GBS，CBE，JP - 聖士提反書院校董會主席、港鐵前主席、恆生銀行非執行董事兼董事長、滙豐銀行董事、九龍倉集團董事（1963年小六）[8]

其他界別
- 袁弓夷：香港電子工業實業家（1963年小六）[8]
- 呂博碩：前東華三院主席[9]
- 陳鴻平：前香港足球員，並曾入選中華民國足球隊參加國際賽
- 翁靜晶：前香港女藝人

## 電視節目、電影取景
《妙手仁心III》(TVB，2005年首播）

《家居•築則》 （TVB，2020年首播）

《好時光》 （RTHK，1981年首播）

## 參看
- 聖士提反書院
- 香港中學列表
- 香港教育

## 外部連結
- 聖士提反書院附屬小學網站 （页面存档备份，存于）